# Méso-échelle
Le terme méso-échelle est utilisé en météorologie et en océanographie pour désigner une échelle intermédiaire entre la circulation planétaire d'échelle synoptique (dépressions et anticyclones sur tout un continent, courants marins, etc.) et les systèmes à très petites échelles de moins de 2 km de diamètre (micro-échelle). Elle traite donc de dimensions d'une couche atmosphérique s'étendant horizontalement de quelques kilomètres à moins de 2 000 kilomètres. 
Les forces négligées dans les équations primitives atmosphériques à l'échelle synoptique deviennent importantes à la méso-échelle et on doit employer tous les termes des équations de Navier-Stokes pour expliquer le comportement des parcelles d'air et d'eau. Cela concerne notamment à la force centripète et la force de Coriolis verticale d'ordre très supérieur dans les conditions de la méso-échelle, comparable à la force de pression et à celle de Coriolis horizontale, et qui ne peuvent plus être négligées.

## Météorologie

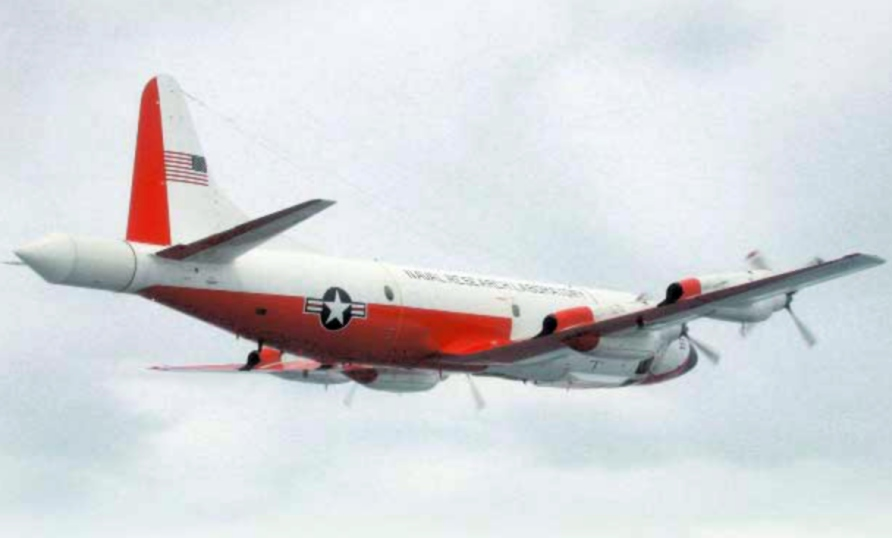
Un NP-3D du VXS-1 en vol en 2005 pour l'expérience Bow Echo and Mesoscale Convective Vortices Experiment (BAMEX) sur la méso-échelle.

En météorologie, la méso-échelle décrit les phénomènes qui se passent à une échelle plus petite que l'échelle synoptique, celui de la circulation atmosphérique générale, mais plus grands que celui des nuages individuels traités par la micro-échelle. Pratiquement, on parle alors de dimensions horizontales entre 2 km et 2 000 km ce qui veut dire qu'on y traite de phénomènes tels les lignes de grain, les complexes convectifs de méso-échelle (CCM) et autres orages organisés. 
La méso-échelle est divisée en trois sous-catégories selon leur diamètre et durée :
- Méso-gamma 2–20 km/2–30 minutes :  phénomènes qui mènent aux nuages convectifs (averses et orages) tels les réchauffements différentiels à la bordure des nuages, les flux complexes d'air en montagne, etc.
- Méso-beta 20-200 km/30 min.-6 heures : phénomènes comme les brises de mer, la convection atmosphérique près des lacs lorsque de l'air très froid passe au-dessus des eaux ouvertes en hiver, etc.
- Méso-alpha 200-2000 km/6 h à 2 jours : Ligne de grain, CCM, bandes de précipitations dans les cyclones tropicaux, etc. Cette division recouvre cependant l'échelle synoptique à partir de 1 000 km et 24 heures[3].

## Océanographie
On retrouve le même terme en océanographie pour décrire des phénomènes ayant des dimensions similaires.